# یواس‌اس رابرت اسمیت (دی‌دی-۳۲۴)
یواس‌اس رابرت اسمیت (دی‌دی-۳۲۴) (به انگلیسی: USS Robert Smith (DD-324)) یک کشتی بود که طول آن 314 feet 4 inches  (95.81 m) بود. این کشتی  در سال ۱۹۱۹ ساخته شد.